# Цена живота
Цена живота (енгл. All the Money in the World) је криминалистички трилер филм из 2017. године, режисера Ридлија Скота и сценаристе Дејвида Скарпе, на основу књиге Џона Пирсона из 1995. године, Болно богати: Невероватна богатства и несреће наследника Џ. Пола Гетија. У главним улогама су Мишел Вилијамс, Кристофер Пламер, Марк Волберг и Ромен Дирис.
Радња филма прати истинито киднаповање Џ. Пола Гетија III у Италији 1973. године и одбијање његовог деде, мулти-милијардера нафтног тајкуна, Џ. Пола Гетија, да пристане на захтев за ослобађање свог унука, кога држи организована криминална мафијашка група ’Ндрангета.
Снимање је почело у марту 2017, а завршено је у августу исте године. Џ. Пола Гетија је првобитно глумио Кевин Спејси, који се појављивао у почетној филмској маркетиншкој кампањи. Међутим, због оптужби Спејсија за сексуално злостављање, пре заказаног датума објављивања филма за 8. децембар 2017, ова улога је предата Кристоферу Пламеру. Двадесет и две сцене су морале поново да буду снимљене током осам дана, само месец дана пре новог заказаног датума изласка, 25. децембра.
Филм је премијерно приказан у Беверли Хилсу 18. децембра 2017, а у америчке биоскопе је пуштен 25. децембра исте године. Зарадио је 57 милиона долара, наспрам буџета од 50 милиона долара. Кристофер Пламер је добио похвале за своју улогу Гетија, а био је номинован за награду Оскар за најбољег споредног глумца, као и награде Златни глобус, БАФТА и друге. Сам филм је добио позитивне критике од стране критичара, који су хвалили глуму, а филм је био номинован у три категорије на 75. додели Златних глобуса, укључујући ону за најбољег редитеља и најбољу глумицу у драмском филму, за Вилијамсову.

## Радња
Прича прати младог 16-годишњег Џ. Пола Гетија III који је отет, а његова мајка Гејл покушава да увери његовог деду, милијардера Џ. Пола Гетија, уједно најбогатијег човека на свету, да плати откупнину. Кад стари Гети одбије, отмичари постају брутални. У трци између живота и смрти, питање је хоће ли превладати љубав према унуку или према новцу?

## Улоге
| Глумац           | Улога            |
| ---------------- | ---------------- |
| Мишел Вилијамс   | Гејл Харис       |
| Кристофер Пламер | Џ. Пол Гети      |
| Марк Волберг     | Флечер Чејс      |
| Ромен Дирис      | Чинкванта        |
| Тимоти Хатон     | Освалд Хинге     |
| Чарли Пламер     | Џ. Пол Гети III  |
| Ендру Бакан      | Џ. Пол Гети II   |
| Марко Леонарди   | Саверио Мамолити |